# Карманкасы (Чуманкасинское сельское поселение)
Карманкасы́ (чув. Çĕнĕ Апаш) — деревня в Моргаушском районе Чувашской Республики. Входит в состав Чуманкасинского сельского поселения.

## География
Находится в северо-западной части Чувашии, на расстоянии приблизительно 8 км на юго-запад по прямой от районного центра села Моргауши на правобережье речки Сорма.

## История
Известна с 1858 года как околоток деревни Абашева (ныне Чуманкасы), когда в ней было 138 жителей. В 1858 году здесь было учтено 138 жителей, в 1906 — 45 дворов и 229 жителей, в 1926 — 46 дворов и 234 жителя, в 1939—234 жителя, в 1979—191. В 2002 году было 50 дворов, в 2010 — 42 домохозяйства. В 1930 году был образован колхоз «Синьял», в 2010 действовал СХПК им. В. И. Чапаева.

## Население
Постоянное население составляло 126 человек (чуваши 98 %) в 2002 году, 126 в 2010.